# Bloc réformateur
Le Bloc réformateur (en bulgare : Реформаторски блок), RB, est une coalition électorale bulgare de droite.
Le 20 décembre 2013, en vue des élections européennes de 2014, les Démocrates pour une Bulgarie forte, le Mouvement Bulgarie pour les citoyens, l'Union des forces démocratiques, le Parti national « Liberté et Dignité » et l'Union nationale agraire bulgare signent un accord.
Au moment de l'accord la coalition n'a pas de représentation parlementaire sauf un député européen. Meglena Kouneva est tête de liste. Le 25 mai 2014, la coalition remporte 144 532 voix (6,45 %) et un mandat qui n'échoit pas à Kouneva, mais à Svetoslav Malinov (deuxième dans la liste), en vertu du vote alternatif.